# Пристигане
Пристигане (на английски: NXT Arrival, NXT arRIVAL) бе кеч събитие на WWE, под тяхната разширяваща се марка NXT, което се проведе на 27 февруари 2014 във Full Sail University в Уинтър Парк, Флорида.
Пристигане беше първия специален епизод на NXT и първото събитие което да се излъчва на живо по WWE Network.
Шест кеч мача се проведоха по време на това събитие. В главния мач, Бо Далас защитаваше Титлата на NXT срещу Ейдриън Невил в мач със стълби, в който Невил спечели и стана новия шампион. Сред мачовете бяха тези на Пейдж, която победи Ема и запази Титлата при жените на NXT и на Сезаро, който победи Сами Зейн. Събитието бе похвалено от критиците, но някои технически проблеми затрудниха гледането на живо, което по-късно призна WWE.

## Сюжети
Пристигане включваше кеч мачове с участието на различни борци от вече съществуващи сценични вражди и сюжетни линии, които се изиграват по NXT. Борците са добри или лоши, тъй като те следват поредица от събития, които са изградили напрежение и кулминират в мач или серия от мачове.

## Резултати
| #                                                                   | Резултати                                                                                   | Правила                                 | Време |
| ------------------------------------------------------------------- | ------------------------------------------------------------------------------------------- | --------------------------------------- | ----- |
| 1D                                                                  | Мейсън Раян победи Силвестър Лефорт                                                         | Сингъл мач                              | N/A   |
| 2                                                                   | Сезаро победи Сами Зейн                                                                     | Сингъл мач                              | 22:55 |
| 3                                                                   | Моджо Роули победи Си Джей Паркър                                                           | Сингъл мач                              | 03:25 |
| 4                                                                   | Възнесението (Конър и Виктор) (ш) победиха Твърде Гот (Скоти Ту Хоти и Гранд Мастър Сексей) | Отборен мач за Отборните Титли на NXT   | 06:40 |
| 5                                                                   | Пейдж (ш) победи Ема                                                                        | Сингъл мач за Титлата при Жените на NXT | 12:54 |
| 6                                                                   | Тайлър Брийз срещу Ксейвиър Уудс свърши без победител                                       | Сингъл мач                              | 00:35 |
| 7                                                                   | Ейдриън Невил победи Бо Далас (ш)                                                           | Мач със Стълби за Титлата на NXT        | 16:02 |
| (ш) – указва шампиона/шампионите в мача; D – показва, че мача тъмен |                                                                                             |                                         |       |